# Djerba Ajim
La delegació de Djerba Ajim (àrab: مُعْتَمَدِيَّة جِرْبَة أَجِيم, muʿtamadiyyat Jarba Ajīm o معتمدية جِرْبَة آجِيم, muʿtamadiyyat Jarba Ājīm) és una delegació o mutamadiyya de Tunísia, a la governació de Médenine, a l'illa de Gerba, la capital de la qual és la ciutat d'Ajim. La delegació abraça la part sud-occidental de l'illa.

## Economia
L'activitat econòmica de la delegació se centra en el turisme, la pesca i l'agricultura.

## Administració
La delegació o mutamadiyya, amb codi geogràfic 52 58 (ISO 3166-2:TN-12), està dividida en sis sectors o imades:
- Ajim (52 58 51)
- El Khenensa (52 58 52)
- Mezrene (52 58 53)
- Guellala (52 58 54)
- Oued Ezzebib (52 58 55)
- El Groa (52 58 56)

Al mateix temps, forma una municipalitat o baladiyya, amb codi geogràfic 52 17, dividida en dues circumscripcions o dàïres:
- Ajim (52 17 11)
- Guellala (52 17 12)